# C4orf22
C4orf22 (англ. Chromosome 4 open reading frame 22) – білок, який кодується однойменним геном, розташованим у людей на 4-й хромосомі. Довжина поліпептидного ланцюга білка становить 233 амінокислот, а молекулярна маса — 26 869.
| 10         |  | 20         |  | 30         |  | 40         |  | 50         |
| ---------- |  | ---------- |  | ---------- |  | ---------- |  | ---------- |
| MDQEEGLKAL |  | DNIVTQFNAY |  | EDFLDSQITT |  | VDLYYLEDET |  | LARQLVELGY |
| RGTGERVKRE |  | DFEARKAAIE |  | IARLAERAQQ |  | KTLTSAGKDL |  | QDNFLTALAM |
| REEDNRSGKL |  | SSVIFIRDRN |  | SHGQEISGYI |  | DYAHRLKTED |  | FEVYFTGKKR |
| LLPRPTDISF |  | YNWDADIAVS |  | NSSPNYQVIA |  | DNPEGLLFRY |  | KRDRKILNVD |
| PKAQPGDNST |  | RITILTELYV |  | QAVIFDHISR |  | RKT        |  |            |

A: Аланін

D: Аспарагінова кислота

E: Глутамінова кислота

F: Фенілаланін

G: Гліцин

H: Гістидин

I: Ізолейцин

K: Лізин

L: Лейцин

M: Метіонін

N: Аспарагін

P: Пролін

Q: Глутамін

R: Аргінін

S: Серин

T: Треонін

V: Валін

W: Триптофан

Задіяний у такому біологічному процесі, як альтернативний сплайсинг. 